# Achim Scheu
Achim Scheu (* 7. Oktober 1971 in Mainz) ist multimedialer Sportreporter, Hörfunkmoderator und freier Journalist.

## Hörfunk
Bereits im Alter von 16 Jahren begann Scheu neben seiner Schulausbildung als freier Mitarbeiter in der Sportredaktion des damaligen Südwestfunks (SWF) in Baden-Baden zu arbeiten. Mit der Senderfusion des SWF mit dem Süddeutschen Rundfunk (SDR) zum Südwestrundfunk (SWR) im Jahr 1998 wechselte Scheu in die damals neugegründete Hörfunk-Sportredaktion nach Mainz. Seitdem moderiert er die Bundesligasendung „SWR1 Stadion“. Von 2005 bis 2020 war er zudem als Bundesliga-Livereporter für die ARD im Einsatz. In der multimedialen Sportredaktion des SWR arbeitet Scheu auch als Planungsredakteur.

## Fernsehen
Von 1995 bis 1998 arbeitete Achim Scheu auch für die Sportredaktion des ZDF als Redakteur beim Skispringen und beim Fußball, in der Redaktion von „heute Sport“, beim „Aktuellen Sportstudio“ und der „Sportreportage“.

## Privat
Scheu ist verheiratet und lebt nahe Mainz. Er ist der Sohn von Hans-Reinhard Scheu, bis 2005 eine der prägenden Stimmen der ARD-Bundesligakonferenz.